# Турани (Мартин)
Турани (слч. Turany) насељено је мјесто са административним статусом сеоске општине (слч. obec) у округу Мартин, у Жилинском крају, Словачка Република.

## Становништво
| Година:    | 1994. | 2004.   | 2014.   | 2024.   |
| ---------- | ----- | ------- | ------- | ------- |
| Број људи: | 4630  | 4406    | 4332    | 4085    |
| Разлика:   |       | -4,83 % | -1,67 % | -5,70 % |

| Година:    | 2023. | 2024.   |
| ---------- | ----- | ------- |
| Број људи: | 4107  | 4085    |
| Разлика:   |       | -0,53 % |

Према подацима о броју становника из 2011. године насеље је имало 4.389 становника.